# Tuija Hyyrynen
Tuija Hyyrynen (ur. 10 marca 1988 w Helsinkach, Finlandia) – fińska piłkarka, grająca na pozycji obrońcy.

## Kariera piłkarska

### Kariera klubowa
Wychowanka Florida State University Seminoles. W 2005 rozpoczęła karierę piłkarską w HJK. Na początku 2010 wyjechała do USA, gdzie została piłkarką Pali Blues SC. Nie rozegrała żadnego meczu i latem 2010 wróciła do kraju i potem występowała w Åland United. W następnym roku została zaproszona do szwedzkiego Umeå IK, W 2016 przeniosła się do Fortuny Hjørring. W lipcu 2017 podpisała kontrakt z Juventusem Women.

### Kariera reprezentacyjna
26 września 2007 debiutowała w narodowej reprezentacji Finlandii. Wcześniej broniła barw juniorskiej reprezentacji U-19 i U-20.

## Sukcesy i odznaczenia

### Sukcesy piłkarskie
HJK
- mistrz Finlandii: 2005
- zdobywca Pucharu Finlandii: 2006, 2007, 2008

Juventus Women
- mistrz Włoch: 2017/18, 2018/19
- zdobywca Pucharu Włoch: 2018/19